# Ribeirão da Paca
O Ribeirão da Paca é um curso de água brasileiro afluente do Rio Cabo Verde, localizado no estado de Minas Gerais. Sua nascente está localizada na zona rural do  município de Divisa Nova, a uma altitude aproximada de 950 m.O Ribeirão desagua no rio Cabo Verde a uma altitude de 785 m próximo ao limite dos municípios de Cabo Verde e Divisa Nova.